# Od iyesi
Od iyesi (tatar : Ут Иясе ou Ut İyäse ; touvain : Вут Ийĕ ; iakoute : Уот Иччи) est l'esprit turc et mongol de la divinité du feu. Dans les langues turques, Od (ou Ot) signifie feu, et iye est l'esprit familier de tout bien naturel, littéralement signifiant «maître» ou «possesseur». Od iyesi protège le feu. Il est également connu comme Ateş iyesi ou Alev iyesi ("flamme" ou "esprit flamboyant").

## Od Ana
'Od Ana'  est la déesse turque et mongole du feu.
Elle est également appelée déesse du mariage. Elle est la forme féminine de Od iyesi. Le nom  Ot Ene  signifie "mère du feu" dans les dialectes de l'Altay ( od  'feu';  ene   mère ').
Dans  folklore mongol, elle est appelée "la reine de feu". On dit qu'elle est née au commencement du monde, quand la terre et le ciel se sont séparés et fille de Yer Tanrı.
 
Certains l'assimilent à Umai, la déesse mère des Sibériens [Turkic], qui est représenté comme ayant soixante tresses d'or qui ressemblent aux rayons du soleil. On pense qu'Umai était autrefois identique à l'Ot des Mongols.
Tengri, le dieu en chef, ordonne que trois feux soient brûlés dans l'âme humaine, et Od Ana enterre et éteint les trois feux sur Terre. Aujourd'hui, les peuples turcs appellent cela "cemre", le feu qui tombe dans l'air, la terre et l'eau chaque année.

### Autres dialectes20
| - Touvain: От Ава - Ouzbek: O't Ona ou Otash Ona - Tatar: Ут Әни ou Ут Ана ou Ut Ana - Azerbaïdjan: Od Ana - Kazakh: От Ана - Tchouvache: Вут Анне ou Вут Абай - Bashkir: Ут Апай - iakoute: Уот Ийэ - Turkmène: Ot Ene ou Ot Eje - Ouïghour: ئوت ئانا - Turc: Od Ana - Turc ottoman: اود آنا - Kirghize: От Эне - Altai: От Эне - khakasse: От Ине ou От Иӌе - Karachay-Balkar: От Ана - Gagaouze: Od Ana |

Son nom en culture hongroise est "Tűz Anya" et en Mongolie sa croyance est "Гал Ээж" (bouriate:  Гал Эхэ  Oïrate (langue):  Һал Эк ). Ces entités ont de nombreuses similitudes, et chacune a la même signification, "feu mère".

## Od Ata
'Od Ata'  est le dieu du feu mongol et turcique / Altaï. Il est la forme masculine de Od iyesi. Od Ede signifie 'Père du Feu' dans la langue Altay ( od  'feu',  ede   père ). Dans le folklore mongol, il est appelé le «roi du feu» d'Od Khan. Dans les traditions chamaniques de la Mongolie Od Khan (ou Odqan) est l'esprit du feu. Il est généralement décrit comme un humanoïde de couleur rouge, chevauchant une chèvre brune. Son homologue féminin est Yalun Eke (Yalın Eke), la «mère du feu». C'est-le fils du  dieu suprême des Tatars "Kayra". Il est aussi considéré comme le fils du dieu du ciel Gök Tengri, créateur du soleil  et de la lune.

### Autres dialectes20
| - Touvain: От Ата - Ouzbek: "O't Ota" ou "Otash Ota" - Tatar: Ут Әти ou Ут Ата ou Ut Ata - Azerbaïdjan]: Od Ata - Kazakh: От Ата - Tchouvache: Вут Атте ou Вут Ашшĕ - Bashkir: Ут Атай - iakoute: Уот Аҕа - Turkmène: Ot Ata - Ouïghour: ئوت ئاتا - Turc: Od Ata - turc ottoman: اود آتا - Kirghize: От Ата - Altai:: От Ада - khakasse: От Аба ou От Ада - Karachay-Balkar: От Ата - Gagaouze: Od Ana |

Son nom dans la culture hongroise est "Tűz Atya" ou "Tűz Apa" et en Mongolie la croyance est "Гал Эцэг" (bouriate:  ' 'Гал Эсэгэ' 'Oïrate (langue):' 'Һал эцк' '). Ces entités ont de nombreuses similitudes, et chacune a la même signification, "feu père".

## Esprits similaires
1. Ocak iyesi C'est l'esprit protecteur du froid, l'un des fils de Od iyesi.
2. Soba iyesi ou Ateş iyesi ou Alev iyesi ("flamme" ou "esprit de flamme"). C'est l'esprit turc et mongol ou divinité du feu. Dans les langues turques Overdose (ou Ot) signifie le feu et iye est l'esprit familier de tout atout naturel, littéralement signifiant «propriétaire» ou «possesseur».